# Lomenlum
Lomenlum är en ort i Mexiko.   Den ligger i kommunen Oxchuc och delstaten Chiapas, i den sydöstra delen av landet, 800 km öster om huvudstaden Mexico City. Lomenlum ligger 1 948 meter över havet och antalet invånare är 113.
Terrängen runt Lomenlum är lite bergig. Runt Lomenlum är det ganska tätbefolkat, med 67 invånare per kvadratkilometer. Närmaste större samhälle är Chanal, 19,7 km sydost om Lomenlum. I omgivningarna runt Lomenlum växer i huvudsak städsegrön lövskog.